# 修女安魂曲 (加缪)
《修女安魂曲》 (法語：Requiem pour une nonne，英语：Requiem for a Nun) 是法国作家阿尔贝·加缪的一个剧本，改编自威廉·福克纳的同名小说，发表于1962年。加缪非常钦佩福克纳。在他的剧本中，他大幅修改了对话。约翰菲利普·库奇说，加缪在《修女安魂曲》实现了不寻常的密度和张力，... 有人因此会得出结论，加缪第一次能够写一部严肃的戏剧，与他小说的成就相匹。